# Ponce-Denis Écouchard-Lebrun
Ponce-Denis Écouchard-Lebrun, detto Lebrun Pindaro (Parigi, 11 agosto 1729 – Parigi, 31 agosto 1807), è stato un poeta e scrittore francese.

## Biografia
Figlio di un valletto del principe di Conti, Lebrun fu iscritto da questi al Collegio Mazzarino, ove ebbe come compagno di scuola il figlio del poeta Louis Racine, di cui divenne allievo. Si rivelò uno studente brillante, mostrando una predisposizione precoce per la poesia, componendo i suoi primi versi a 12 anni. Nel 1755 pubblicò l'Ode sur les désastres de Lisbonne. Nel 1759 sposò Marie Anne Surcourt, citata, sotto il nome di Fanny, in un componimento mediocre, Élégies. Sua moglie dovette subire il suo temperamento collerico e violento e quando, nel 1774, chiese la separazione, fu sostenuta dalla madre e dalla sorella di Lebrun. La separazione venne disposta nel 1781.
Nel 1760 Lebrun incontrò una nipote di Pierre Corneille, che stava attraversando un momento difficile, e scrisse un'ode per raccomandare a Voltaire di prendersi cura della ragazza. Lebrun pubblicò la sua ode e la corrispondenza che ebbe nell'occasione con Voltaire, per vantarsi della sua buona azione, gli valse lo scherno di Élie Fréron, al quale rispose con due opuscoli violenti: La Wasprie e L'Âne littéraire (attribuito anche a suo fratello Jean-Étienne), entrambi del 1761.
Alla morte di Louis-François de Bourbon-Conti si ritrovò disoccupato e perse anche gran parte della sua fortuna nel fallimento del principe di Guéméné nel 1783 e dovette accontentarsi di una piccola stanza in Rue Montmartre. Fu in questo periodo che compose un lungo poema rimasto incompiuto, Les Veillées du Parnasse, e uno dei suoi lavori migliori, dedicato al Conte di Buffon, l'Ode à Georges-Louis Leclerc, Comte de Buffon.
Ecouchard-Lebrun si ritrovò a mendicare la pensione del governo per sopravvivere, e a dover blandire i potenti del giorno, tanto da paragonare Calonne a Massimiliano di Béthune e Luigi XVI a Enrico IV, prima di essere nominato poeta ufficiale del Terrore, fu ospitato al Louvre e soppesò nei suoi scritti il re e la regina deposti.
La sua vena rivoluzionaria gli ispirò una delle sue poesie migliori, la sua notevole Ode sur le vaisseau "Le Vengeur" (Ode a bordo della nave "Il Vendicatore"). Conclude lodando Napoleone nella sua Ode nationale contre l'Angleterre, dopo essere stato suo avversario, contro il quale aveva scritto, secondo Chateaubriand, "versi sanguinosi".
Il 20 novembre 1795 il Direttorio lo nominò membro dell'Istituto di Francia nella terza classe, quella della Letteratura e delle Belle Arti. A quel tempo sposò la sua domestica che, secondo Sainte-Beuve, «lo ingannò e lo sottomise», poi divenne cieco.  Il governo lo sistemò in un sottotetto del Louvre e poi al Palais-Royal. Nel 1803 venne collocato nella seconda classe (equivalente all'Académie française), dove s'insediò nel seggio di Louis-Georges de Bréquigny.

## Eredità letteraria
La versatilità politica di Ecouchard-Lebrun ha indelebilmente macchiato la sua reputazione fino a mettere in ombra la sua poetica, tuttavia le sue capacità sono innegabili, soprattutto in un secolo povero di talento per la poesia. È stato uno dei pochi poeti lirici del suo tempo, guadagnandosi il soprannome un po' ridicolo di "Pindaro francese", attribuitogli forse con un po' di malizia. Con le sue colpe e il suo pessimo carattere, ha certamente avuto un'alta considerazione di se stesso, ma la sua figura si accompagna a un alto concetto della poesia.
Aveva un genio per gli epigrammi, mentre le quartine e le decine rivolte ai suoi numerosi nemici hanno una verve generalmente mancante nelle sue odi. Quella rivolta contro La Harpe è chiamata da Sainte-Beuve la «regina degli epigrammi». Chateaubriand elogiò il suo talento per la satira e in particolare la sua epistola Épitre a un ami sur la bonne et la mauvaise plaisanterie. Ne compose oltre seicento, pubblicate dal suo amico Pierre-Louis Ginguené, non risparmiando neppure i suoi colleghi dell'Istituto di Francia, che accolsero la sua morte nel 1807 con un certo sollievo. I migliori sono stati inclusi nella raccolta Petits poètes français, curata da Prosper Poitevin.

## Opere
- Oeuvres choisies de Lebrun, Parigi, Janet et Coteille, libraires, 1830.
- Oeuvres choisies de Ponce-Denis-Ecouchard Lebrun, Volume 1 de Oeuvres, Baudouin frères, 1821.
- Gabriel Warée (a cura di), Oeuvres: Élégies, Épitres. Les veillées du Parnasse. La nature. Traductions. Vers de la première jeunesse de l'auteur. Volume 2 de Oeuvres, Parigi, Imprimerie de Crapelet, 1811.
- Gabriel Warée (a cura di), Oeuvres: Épigrammes. Poési es diverses. Volume 3 de Oeuvres, Parigi, Imprimerie de Crapelet, 1811.
- Gabriel Warée (a cura di), Oeuvres de Ponce-Dénis Le Brun, membre de l'Institut de France et de la Légion d'honneur, Volume 4 de Oeuvres, Parigi, Imprimerie de Crapelet, 1811.